# Paruline d'Oriente
Teretistris fornsi
Espèce
Répartition géographique
Statut de conservation UICN

 LC  : Préoccupation mineure
La Paruline d'Oriente (Teretistris fornsi) est une espèce de passereaux appartenant anciennement à la famille des Parulidae, mais qui est désormais de placement taxinomique incertain.

## Distribution
La Paruline d'Oriente est endémique de Cuba.

## Habitat
Cette paruline habite divers types de forêts pourvues d'un sous-bois inaltéré ainsi que les fourrés des régions semi-arides.

## Sous-espèces
Cet oiseau est représenté par 2 sous-espèces :
- Teretistris fornsi fornsi Gundlach, 1858 ;
- Teretistris fornsi turquinensis Garrido, 2000.